# Севиль (пьеса)
«Севиль» (азерб. Sevil) — пьеса азербайджанского драматурга Джафара Джаббарлы, написанная в 1928 году, во время кампании по снятию чадры. В основном рассказывает о роли женщин в обществе, их страданиях, их борьбе и их победе над отсталыми патриархальными традициями. Многие женщины отказались носить хиджаб после просмотра спектакля в городском театре.
Более поздние адаптации пьесы оказали меньшее влияние на людей по сравнению с оригинальным произведением.

## Сюжет
События пьесы разворачиваются в Баку в 1918—1919 годах. Главные герои произведения, супружеская пара — Севиль и Балаш. Севиль-женщина, посвятившая себя дому и семье, а Балаш занимает определённое положение в обществе. Он унижает и оскорбляет свою жену Севиль даже за самое простое поведение. У них есть сын по имени Гюндюз.
Джафар Джаббарлы передаёт всё, что хочет через Гюлюш, сестру Балаша. Гюлюш требует свободы, которая не присуща женщинам в обществе, в котором она живёт, и пытается объяснить это Севиль. А Севиль говорит: «Женщина — это тень мужчины», и считает безумием, что Гюлюш не носит чадру.
Через некоторое время бедный Балаш приобщается к высшему бакинскому аристократическому обществу и становится одним из известных биржевых торговцев. В Баку он знакомится с молодой, красивой женщиной по имени Дильбяр из аристократической семьи. Через некоторое время Балаш приглашает её к себе домой, чтобы рассказать своей семье о любовной связи с Дильбар, и в присутствии любимого Дильбар оскорбляет и унижает отца Атакиши бей и Севиль. Гюлюш встаёт на защиту отца и Севиль, но Севиль все же защищает Балаша.
Проходит много лет, Балаш продолжает жить с Дильбяр, но уже начинает жалеть об отношениях с ней. А с другой стороны, благодаря Гюлюш Севиль открывает чадру и вступает в революционное движение. Она ездила в Москву, училась и написала книгу «Путь азербайджанской женщины к свободе». Вернувшийся из Москвы в десятый день рождения сына, Севиль становится свидетелем разговоров о её книге. Даже многие люди не верят, что книгу написала та Севиль, которая раньше здесь проживала. Балаш просит у неё прощения, но Севиль его не прощает. Севиль продолжает жить в новом, более современном Баку с Гюлюш и сыном Гюндюзом и работает. А беспомощный Балаш продолжает спокойно жить в обществе, где ему нет места.

## В искусстве, кино
В 1929 году по этому произведению был снят одноимённый фильм.
В 1949 —1952 годах азербайджанским композитором Фикретом Амировым была написана одноимённая лирико-психологическая опера в 4-х действиях.
В 1970 году был снят одноимённый драматический фильм с элементами мюзикла.